# توماس كارمايكل
توماس كارمايكل هو شخصية أعمال وسياسي أمريكي، ولد في 12 أكتوبر 1830، وتوفي في 13 أكتوبر 1902. نشط حزبياً في الحزب الديمقراطي. وقد انتخب عضو جمعية ولاية ويسكونسن ‏.